# Piero Chiambretti
Piero Chiambretti (Aosta, 30 de mayo de 1956) es un humorista, autor de televisión, presentador de televisión, actor y director italiano.

## Biografía

### Primeros años (1976-1987)
Nacido el 30 de mayo de 1956 en Aosta de Felicita Chiambretti (1936-2020), poeta y compositora, pero creció en Turín. En 1976 comenzó a trabajar como disc jockey en discotecas y en algunas estaciones de radio de Turín (Radio Torino Centrale, Radio Gemini One, Radio ABC Italiana, Radio Studio Aperto). De 1981 a 1986 trabajó como animador turístico en cruceros, haciendo gala de su agudo sentido del humor. Piero Chiambretti nació artísticamente en tándem con Erik Colombardo; en 1977 condujo el programa No somos gazzosos en la televisión privada GRP, transmitido en vivo, con el estilo que luego caracterizó la carrera de Chiambretti. Con el propio Colombardo también fundó un grupo de cabaret que actuaba en escenarios como el "Centralino" de Turín y el "Derby" de Milán.
Su primera experiencia real en solitario fue en un canal de televisión privado que emitía desde el barrio turinés de Barriera de Milán, Rete Manila 1; La programación de la emisora consistía en la televenta de cuadros, editoriales comerciales e informativos, espectáculos y dibujos animados: Chiambretti fue contratado por el director artístico, Pino Maffi, quien le encomendó la conducción de un programa diario, en vivo, en la franja horaria del mediodía, titulado Il delicone dirigida por Bruno Maffi: causó sensación en Turín por sus índices de audiencia y porque fue retransmitida en directo con cámaras en plena calle a la misma hora que Il pranzo è servito de Corrado. A mediados de los años ochenta, Chiambretti fue el creador y presentador de varios programas de radio, como los programas de entrevistas La Mecca y Testa di Sigaro transmitidos por un centenar de estaciones de radio italianas, incluida la histórica estación de radio de Turín Radio Gemini One.
En 1982 se presentó en ropa interior a una audición, ganando (junto con Fabio Fazio, Alessandro Cecchi Paone y Corrado Tedeschi) el concurso de la RAI Un nuevo rostro para los años 80, donde conoció a Bruno Voglino. En 1983 debutó en Rai 1 con el programa diario Forte fortissimo TV top, junto, entre otros, a Barbara D'Urso, Gigi Marzullo y Corinne Cléry. Fueron los autores de Forte Fortissimo, Marco Di Tillo y Annabella Cerliani, quienes audicionaron y lo eligieron, junto con Beppe Tosco, entre un lote de unos trescientos chicos de Turín. Entre sus primeras apariciones también estuvo la de Quo vadiz? en 1984, un programa de Rete 4, dirigido por Maurizio Nichetti . En 1985 llegó a Rai 1 en el programa Il Sabato dello Zecchino, para el que Di Tillo había creado el divertido personaje de Carpeta para Chiambretti, luego en la temporada 1985-1986 en Rai 1 presentó otro programa para niños, Magic!, mientras que en la temporada 1986-1987 formó parte del elenco de rostros emergentes del desafortunado programa vespertino de variedades de Rai 1 Proffimamente non stop.

### Éxito (1987-2003)
El éxito llegó en otoño de 1987, cuando Rai 3 lo contrató para el programa Va' pensiero: le encomendaron el largometraje Sofá en la plaza, donde tenía la tarea de detener a los transeúntes en medio de una plaza, instándolos hacerse pasar por los miembros de la familia de un VIP. En este mismo año, junto a Claudio Delle Fratte y Marco Di Tillo, escribe el guion de la película infantil Operazione pappagallo dirigida por Marco Di Tillo y protagonizada, entre otros, por Leo Gullotta, Syusy Blady y Nicola Pistoia . A principios de 1988 también fue uno de los conductores del programa de contenedores para niños en Rai 1 Big! mientras que en otoño se pone al frente de Complimenti per la transmissione, en la que se mezcla con descaro humorístico con la gente común que encuentra en la calle para luego volver a Va' pensiero y dirigir, durante el Festival de Sanremo, Complimenti per il Festival.
Posteriormente realizó pruebas técnicas de transmisión en Rai 3 (emitido en la temporada 1989-1990) en las que fue de los primeros en burlarse del mundo serio del fútbol y de los partidos de la Serie A; era un programa itinerante que se transmitía el domingo por la tarde desde una carpa de circo que estaba posicionada en una ciudad donde se jugaba un partido de fútbol: al terminar el partido, entonces, Chiambretti fue al campo de fútbol e hizo una cámara lenta en a su manera imitando los goles o momentos destacados del partido disputado en ese estadio. Más tarde realizó Prove tecniche di Mondiale, en la Copa del Mundo de 1990, siguiendo los partidos de un desafortunado equipo nacional de los Emiratos Árabes Unidos y encontrando algunos malentendidos con notables locales.
Después de un breve interludio de radio en RadioDue en 1994, junto con la debutante Luciana Littizzetto, Chiambretti presentó varias ediciones del Concierto del 1 Mayo y también L'inviato speciale – L'uomo giusto nel posto sbagliato en 1997 en Rai 1 en competencia directa con Striscia la notizia del "enemigo" Antonio Ricci. Además, de nuevo en 1997, se le encomendó el Festival de Sanremo del que eligió a los coanfitriones Mike Bongiorno y Valeria Marini (aunque hay que recordar que Mike siempre ha considerado a Marini y Chiambretti como sus coanfitriones). En 1998 lidera el Dopofestival con Nino D'Angelo.
Chiambretti se trasladó a Rai 2 y luego volvió a los temas más queridos por él en 1999, año del especial de verano Orgoglio coatto, realizado junto a Carlo Verdone e inspirado en Porta a Porta, y luego del programa Phenomena. También en 1999 lidera Meteo3 y los servicios de horarios en el canal RAI que han visto su éxito. En este período, su pasión por el fútbol y su antigua familiaridad con las emisoras locales lo llevaron a intervenir en el comentario de radio de los partidos del Torino en Radio Gemini One. Gran cinéfilo, en el año 2000 escribió, dirigió y protagonizó Ogni lasciato è perso entre el elenco de su película encontramos su hombro Aldo Izzo, película no apreciada por la crítica y el público. Junto con Gianni Boncompagni, Chiambretti volvió a ser el centro de atención en Rai 2 en las temporadas 2001-2002 y 2002-2003 con el programa de "culto" Chiambretti c'è.

### Los años en La7 y Mediaset
Dejó la RAI a finales de 2003 para pasar a La7; cabe subrayar que Chiambretti, en la red (en ese momento) de Marco Tronchetti Provera, a principios de 2001 había tenido la oportunidad de conducir el programa de la tarde Pronto Chiambretti (a veces junto a Giuliano Ferrara, pero la mayor parte del tiempo estaba en dirección solitaria) y por ello a finales de 2003 Chiambretti decide abandonar definitivamente la RAI junto a su compinche Aldo Izzo para aterrizar de forma permanente en La7, cadena en la que en la temporada 2004-2005 presentó el programa que le consagró en LA7, Markette, un programa nocturno formado por marchette falsos; la presencia constante de Chiambretti, Aldo Izzo y en la primera edición también Nino Frassica. En la temporada 2005-2006 acogió la segunda edición de Markette. A principios de 2006, presenta el programa de presentación de la Ceremonia de Apertura de los XX Juegos Olímpicos de Invierno en Turín, un evento del que Chiambretti también fue consultor creativo: en el mismo período, su nombre fue mencionado por presentar el programa de juegos vespertino en Rai 1 L'eredità para sustituir a Amadeus, pero esta propuesta fracasó poco después.
En la temporada 2006-2007 acogió la tercera edición de Markette. En 2007 Pippo Baudo lo quería en su Festival de Sanremo (dirigido por Baudo con Michelle Hunziker) como director del Dopofestival. En 2008, junto a Baudo (con la participación de Bianca Guaccero y Andrea Osvárt), acogió la 58.ª edición del Festival de Sanremo; tras su enésima experiencia en San Remo, Chiambretti regresa el 6 de marzo a su isla feliz, La7, para acoger la cuarta edición de Markette, que sigue siendo su última experiencia en la red, ya que Telecom Italia, entonces gestionada por Tronchetti-Provera, pudo no pagar los altos costos de producción del programa.
El 9 de agosto de 2008, se oficializó el traspaso de Chiambretti a Mediaset para presentar un programa en Italia 1 en la tarde-noche, Chiambretti Night - Solo per numero uno, emitido a partir del 20 de enero de 2009 los martes, miércoles y jueves en Italia 1 en segunda noche . Este programa obtuvo excelentes resultados de audiencia y fue confirmado para una nueva edición, la segunda, que se emitió en la temporada televisiva 2009-2010 en la misma locación; dadas las excelentes calificaciones, en la temporada 2010-2011, se emitió en Canale 5, finalizando definitivamente el 9 de abril de 2011 debido a los costos excesivos y la caída de los índices de audiencia.
En otoño de 2011, Piero Chiambretti debutó en horario de máxima audiencia en Italia 1 con un nuevo programa dedicado a la música, que se emitió el 11 de noviembre de 2011, en un solo episodio dedicado a Laura Pausini, con el título Chiambretti Muzik Show. Desde enero de 2012, dado el fracaso del primer episodio, el programa cambió su estructura quitando el aspecto musical y luego cambiando su título, inicialmente a Chiambretti Show y luego a Chiambretti Sunday Show - La Muzika está cambiando; esta nueva versión no obtuvo los resultados deseados por lo que en marzo de 2012 también se cerró definitivamente este programa; a partir de ahora, debido a la crisis económica, Mediaset "aparta" a muchos artistas y muchos espectáculos, entre ellos Chiambretti y sus programas.
Luego de 18 meses de ausencia del video, en octubre de 2013 Chiambretti presentó a Striscia la notizia en Canale 5 junto a Michelle Hunziker, obteniendo un nuevo éxito en cuanto a imagen, crítica y rating, para luego desaparecer nuevamente de las pantallas por muchos meses más. nuevamente debido a la crisis económica: en 2014 Chiambretti volvió a recibir a Striscia la notizia del 29 de septiembre al 11 de octubre, siempre junto a Hunziker. Chiambretti regresa a Italia 1 el 13 de mayo de 2014 con el programa nocturno Chiambretti Supermarket, al aire hasta el 20 de junio de 2014; este programa contó con la presencia permanente de Cristiano Malgioglio, continuó también en el Grand Hotel Chiambretti, un programa de Canale 5 emitido en 2015 todos los viernes por la noche del 20 de febrero al 29 de mayo y en #CR4 - La Repubblica delle Donne en al aire del 31 de octubre de 2018 al 4 de marzo de 2020, todos los miércoles en horario de máxima audiencia en Rete 4 . Desde el 21 de septiembre de 2020 hasta el 23 de mayo de 2022, presentó la transmisión de Tiki Taka - La repubblica del pallone los lunes por la noche en Italia 1. Entrevistado por el Corriere della Sera el 13 de septiembre de 2010, Piero Chiambretti declaró, sobre el secreto de su éxito, que «a la edad de 18 [años] comencé a trabajar en el cabaret y me di cuenta de que mi altura podía convertirse en un punto fuerte. Yo no me mido, creo que mido 1.60m. (¿Nunca usó zapatos con elevador?) No me gusta hacer trampa. Me dan la idea de querer y no poder».

## Vida personal
Después de siete años de compromiso, Piero Chiambretti y Ingrid Muccitelli se separaron en 2009. Unos meses después, Chiambretti se comprometió con Federica Laviosa; Margherita, la primera hija de la pareja, nació el 26 de mayo de 2011. En 2016 se separó de Laviosa. Es hincha del Turín.

## Otras actividades
- Piero Chiambretti también fue actor de voz de Wiggins, un personaje de la película animada Pocahontas; además, su voz se encuentra entre la de un par de personajes individuales ocasionales en el anime Cat's Eye.
- Fuera del mundo del espectáculo, también es empresario: a través de la empresa Food & Company posee algunos restaurantes y pizzerías en Turín: Birilli, Fratelli La Cozza y Sfashion.
- Piero Chiambretti escribió el prefacio de la novela Chi è la ragazza? por Alan Magnetti, editor de EDU, 2019
- Desde finales de los años ochenta existe una leyenda urbana según la cual Piero Chiambretti cantaba la versión italiana del tema principal del dibujo animado L'Ispettore Gadget, emitido por primera vez en Italia como parte de la programa infantil Magic!, que dirigió en 1986 en Rai 1. Sin embargo, esta afirmación nunca ha encontrado ninguna confirmación oficial, ya que se desconoce el verdadero intérprete de ese acrónimo.

## Programas de televisión
| Año              | Título                                                  | Cadeña          | Cadeña          | Cadeña          | Role      |
| ---------------- | ------------------------------------------------------- | --------------- | --------------- | --------------- | --------- |
| 1977             | Non siamo gazzose                                       | GRP Televisione | GRP Televisione | GRP Televisione | Conductor |
| 1982             | Il delicone                                             | Rete Manila 1   | Rete Manila 1   | Rete Manila 1   | Conductor |
| 1983-1984        | Forte fortissimo TV Top                                 | Rai 1           | Rai 1           | Rai 1           | Conductor |
| 1984             | Quo vadiz?                                              | Rete 4          | Rete 4          | Rete 4          | Conductor |
| 1985             | Il sabato dello Zecchino                                | Rai 1           | Rai 1           | Rai 1           | Conductor |
| 1985             | Festa per il compleanno del nostro amico Paperino       | Rai 1           | Rai 1           | Rai 1           | Conductor |
| 1986             | Magic!                                                  | Rai 1           | Rai 1           | Rai 1           | Conductor |
| 1987             | Proffimamente non stop                                  | Rai 1           | Rai 1           | Rai 1           | Conductor |
| 1987             | Va' pensiero                                            | Rai 3           | Rai 3           | Rai 3           | Conductor |
| 1987-1988        | Big!                                                    | Rai 1           | Rai 1           | Rai 1           | Conductor |
| 1988-1989        | Complimenti per la trasmissione                         | Rai 3           | Rai 3           | Rai 3           | Conductor |
| 1989-1990        | Prove tecniche di trasmissione                          | Rai 3           | Rai 3           | Rai 3           | Conductor |
| 1990             | Prove tecniche di Mondiale                              | Rai 1           | Rai 1           | Rai 1           | Conductor |
| 1990-1991        | Un tesoro di Capodanno                                  | Rai 1           | Rai 2           | Rai 3           | Conductor |
| 1991             | Caccia al leone                                         | Rai 1           | Rai 1           | Rai 1           | Conductor |
| 1991-1992        | Goodbye Cortina                                         | Rai 3           | Rai 3           | Rai 3           | Conductor |
| 1991             | Miss Italia nel mondo                                   | Rai 1           | Rai 1           | Rai 1           | Conductor |
| 1991-1992        | Il portalettere                                         | Rai 3           | Rai 3           | Rai 3           | Conductor |
| 1992-1993        | Telegiornale zero                                       | Rai 3           | Rai 3           | Rai 3           | Conductor |
| 1993             | Pubblimania                                             | Rai 3           | Rai 3           | Rai 3           | Conductor |
| 1993             | Leoni d'oro                                             | Rai 1           | Rai 1           | Rai 1           | Conductor |
| 1993             | Servizi Segreti                                         | Rai 3           | Rai 3           | Rai 3           | Conductor |
| 1994-1995        | Il laureato - Viaggio ai confini della facoltà          | Rai 3           | Rai 3           | Rai 3           | Conductor |
| 1996             | Il laureato Bis                                         | Rai 3           | Rai 3           | Rai 3           | Conductor |
| 1996             | Tutti in una notte                                      | Rai 1           | Rai 1           | Rai 1           | Conductor |
| 1995, 1999-2001  | Concerto del Primo Maggio                               | Rai 3           | Rai 3           | Rai 3           | Conductor |
| 1996-1997        | Concerto del Primo Maggio                               | Rai 2           | Rai 2           | Rai 2           | Conductor |
| 1996-1997        | Cinegiornale Chiambretti                                | TELE+1          | TELE+1          | TELE+1          | Conductor |
| 1997, 2001, 2008 | Festival de Sanremo                                     | Rai 1           | Rai 1           | Rai 1           | Conductor |
| 1997             | L'inviato speciale - L'uomo giusto al momento sbagliato | Rai 1           | Rai 1           | Rai 1           | Conductor |
| 1998, 2007       | DopoFestival                                            | Rai 1           | Rai 1           | Rai 1           | Conductor |
| 1999             | Annunci di rete                                         | Rai 3           | Rai 3           | Rai 3           | Conductor |
| 1999             | L'ora a modo loro                                       | Rai 3           | Rai 3           | Rai 3           | Conductor |
| 1999             | Meteo                                                   | Rai 3           | Rai 3           | Rai 3           | Conductor |
| 1999             | Orgoglio coatto                                         | Rai 2           | Rai 2           | Rai 2           | Conductor |
| 1999             | Fenomeni                                                | Rai 2           | Rai 2           | Rai 2           | Conductor |
| 2001             | David de Donatello                                      | Rai 2           | Rai 2           | Rai 2           | Conductor |
| 2001-2003        | Chiambretti c'è                                         | Rai 2           | Rai 2           | Rai 2           | Conductor |
| 2002             | Musicultura                                             | Stream TV       | Stream TV       | Stream TV       | Conductor |
| 2002             | Italian Music Awards                                    | Rai 2           | Rai 2           | Rai 2           | Conductor |
| 2003-2004        | Pronto Chiambretti                                      | La7             | La7             | La7             | Conductor |
| 2004-2008        | Markette - Tutto fa brodo in TV                         | La7             | La7             | La7             | Conductor |
| 2006             | Cerimonia di apertura dei XX Giochi olimpici invernali  | Rai 2           | Rai 2           | Rai 2           | Conductor |
| 2008             | Chiambretti Speciale                                    | La7             | La7             | La7             | Conductor |
| 2009-2010        | Chiambretti Night                                       | Italia 1        | Italia 1        | Italia 1        | Conductor |
| 2010-2011        | Chiambretti Night                                       | Canale 5        | Canale 5        | Canale 5        | Conductor |
| 2011             | Chiambretti Muzik Show                                  | Italia 1        | Italia 1        | Italia 1        | Conductor |
| 2012             | Chiambretti Sunday Show - La muzika sta cambiando       | Italia 1        | Italia 1        | Italia 1        | Conductor |
| 2013-2014, 2016  | Striscia la notizia                                     | Canale 5        | Canale 5        | Canale 5        | Conductor |
| 2014             | Chiambretti Supermarket                                 | Italia 1        | Italia 1        | Italia 1        | Conductor |
| 2015-2016        | Grand Hotel Chiambretti                                 | Canale 5        | Canale 5        | Canale 5        | Conductor |
| 2015, 2019       | Sanremo Giovani                                         | Rai 1           | Rai 1           | Rai 1           | Jurado    |
| 2016-2018        | Matrix Chiambretti                                      | Canale 5        | Canale 5        | Canale 5        | Conductor |
| 2017             | La partita del cuore                                    | Rai 1           | Rai 1           | Rai 1           | Conductor |
| 2018-2020        | #CR4 - La Repubblica delle donne                        | Rete 4          | Rete 4          | Rete 4          | Conductor |
| 2020-2022        | Tiki Taka - La repubblica del pallone                   | Italia 1        | Italia 1        | Italia 1        | Conductor |
| 2023             | La TV dei 100 e uno                                     | Canale 5        | Canale 5        | Canale 5        | Conductor |

## Radio
| Año             | Título                                                                | Cadeña              | Role      |
| --------------- | --------------------------------------------------------------------- | ------------------- | --------- |
| 1982            | Omosessuali si nasce                                                  | Radio Studio Aperto | Conductor |
| 1987-1988       | La Meca en América                                                    | Radio Gemini One    | Conductor |
| 1988-1990       | Testa di sigaro                                                       | Radio Gemini One    | Conductor |
| 1994            | Il Fantasma del Palcoscenico                                          | Rai Radio 1         | Conductor |
| 1994            | Hit Parade di Lelio Luttazzi (ma lui non lo sa)                       | Rai Radio 2         | Conductor |
| 1994            | Hit Parade de Lelio Luttazzi (pero él no lo sabe) se ne va in vacanza | Rai Radio 2         | Conductor |
| 2007-2008       | Markette                                                              | Radio Montecarlo    | Conductor |
| 2010            | Chiambretopoli                                                        | Rai Radio 2         | Conductor |
| 2011, 2013-2014 | Festival de Sanremo                                                   | Rai Radio 2         | Conductor |
| 2012-2013       | Chiambretti ore 10                                                    | Rai Radio 2         | Conductor |
| 2014            | Asino chi non legge                                                   | Rai Radio 2         | Conductor |
| 2015            | Chiambretti Spray                                                     | Rai Radio 2         | Conductor |

## Filmografía

### Actor

#### Cine
| Año  | Título                | Director          |
| ---- | --------------------- | ----------------- |
| 2001 | Ogni lasciato è perso | Piero Chiambretti |

## Premios y reconocimientos
| Año  | Premio                         | Categoría | Trabajo           | Resultado |
| ---- | ------------------------------ | --------- | ----------------- | --------- |
| 2006 | Premio Dirección de Televisión | Top 10    | Markette          | Ganador   |
| 2007 | Premio Dirección de Televisión | Top 10    | Markette          | Ganador   |
| 2008 | Premio Dirección de Televisión | Top 10    | Markette          | Ganador   |
| 2009 | Premio Dirección de Televisión | Top 10    | Chiambretti Night | Ganador   |
| 2011 | Premio Dirección de Televisión | Top 10    | Chiambretti Night | Ganador   |

Los críticos de televisión han definido a Chiambretti con estas palabras: «el Pierino nacional, con sus 163 cm de altura y un cerebro más pesado que el Lady Dior de Paris Hilton, es quizás una de las pocas verdaderas estrellas de la pequeña pantalla italiana. Inteligente, irreverente y autocrítico, Piero Chiambretti siempre se ha destacado por su ingenio, por una interacción poco convencional con su invitado y por un espíritu vivo y poético que rivaliza con el bufón de las tragedias de Shakespeare».